# 博里諾

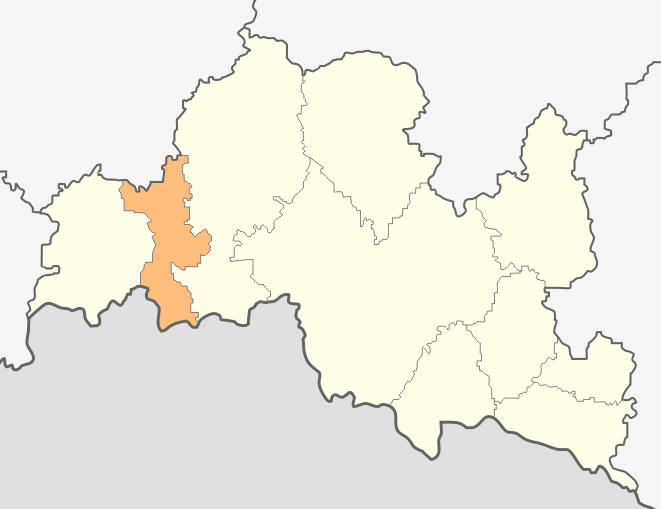

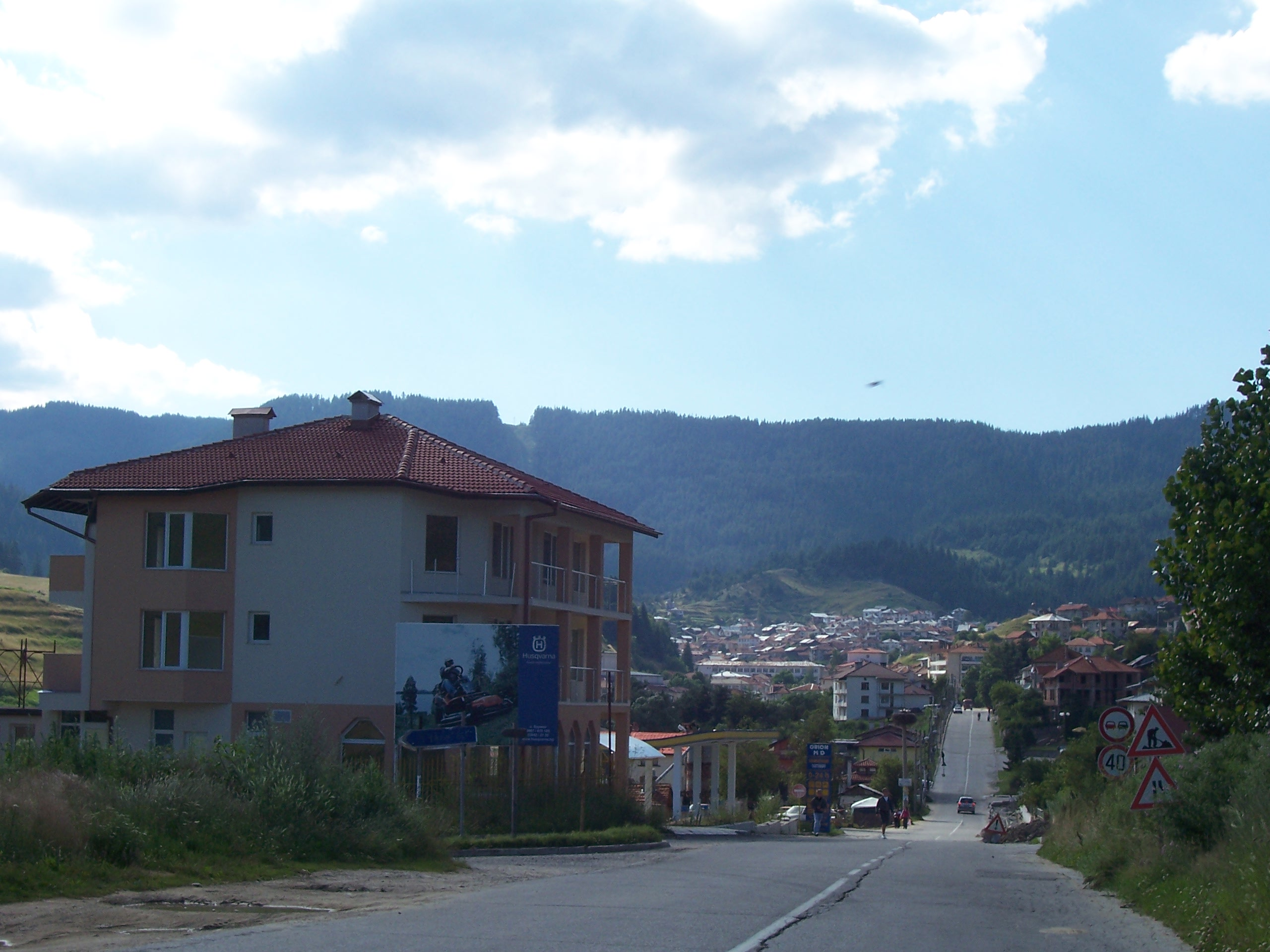

博里諾，是保加利亞南部斯莫梁州博里諾市鎮的村庄及行政中心，面積74.57平方公里，海拔高度1,140米，2015年人口2,399，人口密度每平方公里32.17人。